# Walker (Misuri)
Walker es una ciudad ubicada en el condado de Vernon en el estado estadounidense de Misuri. En el Censo de 2010 tenía una población de 270 habitantes y una densidad poblacional de 335,2 personas por km².

## Geografía
Walker se encuentra ubicada en las coordenadas 37°53′56″N 94°13′51″O / 37.89889, -94.23083. Según la Oficina del Censo de los Estados Unidos, Walker tiene una superficie total de 0.81 km², de la cual 0.81 km² corresponden a tierra firme y (0%) 0 km² es agua.

## Demografía
Según el censo de 2010, había 270 personas residiendo en Walker. La densidad de población era de 335,2 hab./km². De los 270 habitantes, Walker estaba compuesto por el 96.67% blancos, el 0% eran afroamericanos, el 1.11% eran amerindios, el 0% eran asiáticos, el 0% eran isleños del Pacífico, el 0.74% eran de otras razas y el 1.48% pertenecían a dos o más razas. Del total de la población el 2.59% eran hispanos o latinos de cualquier raza.